# Категорії рукописів Нового Заповіту
Рукописи Нового Завіту поділені на п'ять груп (категорії). Цю систему запропонували в 1981 році Курт Аланд і Барбара Аланд у монографії «Текст Нового Заповіту» (нім. Der Text des Neuen Testaments). Ці категорії спираються на відношення рукописів до варіантів новозавітного тексту. Рукописи, що відображають александрійський тип тексту, віднесені до I категорії, а рукописи, що відображають візантійський тип тексту — до V категорії.

## Опис категорій
Аландські категорії не просто відповідають текстовим типам; усе, що вони роблять, це демонстрація «візантійності» певного тексту; тобто наскільки він подібний до візантійського текстового типу, від найменшого (категорія I) до найбільш подібного (категорія V). Категорію V можна прирівняти до візантійського текстового типу, але інші категорії не обов'язково є репрезентативними для текстового типу. Незважаючи на те, що більшість текстів категорії I погоджуються з александрійським текстовим типом, вони не обов'язково є александрійськими; вони просто дуже невізантійські.:381-382
Аландські вступи запровадили наступні категорії (опис Аланда та категорії Аланда згідно англійського перекладу 1989 року, стор. 106, у лапках):

### Категорія I
«Рукописи особливої якості, які завжди слід враховувати при встановленні оригінального тексту». Ця категорія включає майже всі рукописи до IV століття. Ці рукописи майже не мають візантійського впливу і часто узгоджуються з александрійським типом тексту (але самі не обов'язково є александрійськими, наприклад 𝔓45, 𝔓46, Ватиканський кодекс (B) і мінускул 1739). До цієї категорії відносяться деякі папіруси й унціали IV століття та раніше, а також рукописи александрійського текстового типу.
Прихильники Аландів кажуть, що рукописи цієї категорії є важливими при розгляді текстових проблем і, на їхню думку, «імовірно [відображають] оригінальний текст».:383 

### Категорія II
«Рукописи особливої якості, але відрізняються від рукописів категорії I наявністю сторонніх впливів». Рукописи цієї категорії подібні до рукописів категорії I і важливі для текстового розгляду автографа. Однак тексти зазвичай містять деякі чужорідні впливи, такі як ті, які можна знайти у візантійському текстовому типі. Єгипетські тексти належать до цієї категорії.:383

### Категорія III
«Рукописи характерного характеру з незалежним текстом… особливо важливі для історії тексту». Рукописи категорії III важливі для обговорення історії текстових традицій і меншою мірою для встановлення оригінального тексту. Рукописи зазвичай містять самостійне читання та мають особливий характер. ƒ1 і ƒ13 є прикладами родин рукописів, які належать до цієї категорії. Рукописи цієї категорії зазвичай мають змішаний або еклектичний тип тексту.:383
До цієї категорії належать, зокрема, рукописи кесарійського типу тексту.

### Категорія IV
«Рукописи тексту D». Категорія IV містить кілька рукописів, які слідують за текстом Кодекса Бези (D). Ці тексти належать до західного текстового типу.:383

### Категорія V
«Рукописи з чисто або переважно візантійським текстом». Цю категорію можна прирівняти до візантійського типу тексту. Візантійські та переважно візантійські тексти підпадають під цю категорію.:383

### Без категорії
Без категорії: Деякі рукописи, вивчені Аландами, не були класифіковані, наприклад, тому що вони були занадто короткими, щоб визначити, до якої групи вони належали, або були десь посередині. Некласифікований рукопис міг бути представником західного текстового типу, кесарійського типу тексту (термін, запропонований деякими вченими для позначення послідовної моделі варіантів читання чотирьох Євангелій) або будь-якого іншого.

## Опис грецьких рукописів за сторіччями й категоріями
Дивись.
| Дата  | I | II                                                                             | III | IV        | V |
| ----- | --- | ------------------------------------------------------------------------------ | --- | --------- | --- |
| 150   | 𝔓52, 𝔓90 |                                                                                | |           | |
| 200   | 𝔓32, 𝔓46, 𝔓64/67, 𝔓66, 𝔓77, 0189                                                                                         |                                                                                | |           | |
| 250   | 𝔓1, 𝔓4, 𝔓5, 𝔓9, 𝔓12, 𝔓15, 𝔓20, 𝔓22, 𝔓23, 𝔓27, 𝔓28, 𝔓29, 𝔓30, 𝔓39, 𝔓40, 𝔓45, 𝔓47, 𝔓49, 𝔓53, 𝔓65, 𝔓70, 𝔓75, 𝔓80, 𝔓87, 0220 |                                                                                | 0212 | 𝔓48, 𝔓69  | |
| 300   | 𝔓13, 𝔓16, 𝔓18, 𝔓37, 𝔓72, 𝔓78, 0162, p115                                                                                 |                                                                                | | 𝔓38, 0171 | |
| 350   | 𝔓10, 𝔓24, 𝔓35, 01, 03 | 𝔓6, 𝔓8, 𝔓17, 𝔓62, 𝔓71, 𝔓81, 𝔓86, 0185                                          | 𝔓88, 058?, 0169, 0188, 0206, 0207, 0221, 0228, 0231, 0242                                                                                                 |           | |
| 400   | 057 | 𝔓19, 𝔓51, 𝔓57, 𝔓82, 𝔓85, 0181, 0270                                            | 𝔓21, 𝔓50, 059, 0160, 0176, 0214, 0219 |           | |
| 450   | 02 (окрім Псалтиря), 0254                                                                                                | 𝔓14, 04, 016, 029, 048, 077, 0172, 0173, 0175, 0201, 0240, 0244, 0274          | 02 (Євангеліє), 032, 062, 068, 069, 0163, 0165?, 0166, 0182, 0216, 0217, 0218, 0226, 0227, 0236, 0252, 0261                                               | 05        | 026, 061 |
| 500   | | 𝔓56, 071, 076, 088, 0232, 0247                                                 | 𝔓54, 𝔓63, 072, 0170, 0186, 0213 |           | |
| 550   | | 𝔓33+58, 06, 08, 073, 081, 085, 087, 089, 091, 093, 094, 0184, 0223, 0225, 0245 | 𝔓2, 𝔓36, 𝔓76, 𝔓83, 𝔓84, 06, 015, 035, 040, 060, 066, 067, 070, 078, 079, 082, 086, 0143, 0147, 0159, 0187, 0198, 0208, 0222, 0237, 0241, 0251, 0260, 0266 |           | 022, 023, 024, 027, 042, 043, 064, 065, 093 (Діяння), 0246, 0253, 0265? |
| 600   | 𝔓26 | 𝔓43, 𝔓44, 𝔓55, 083                                                             | P³, 0164, 0199 |           | |
| 650   | 𝔓74, 098 | 𝔓11, 𝔓31, 𝔓34, 𝔓79, 0102, 0108, 0111, 0204                                     | 𝔓59, 𝔓68, 096, 097, 099, 0106, 0107, 0109, 0145, 0167, 0183, 0200, 0209, 0210, 0239, 0259, 0262                                                           |           | 0103, 0104, 0211 |
| 700   | | 𝔓42, 𝔓61,                                                                      | 𝔓60 |           | |
| 750   | | 019, 0101, 0114, 0156, 0205, 0234                                              | 𝔓41, 095, 0126, 0127, 0146, 0148, 0161, 0229, 0233, 0238, 0250, 0256                                                                                      |           | 07, 047, 054?, 0116, 0134 |
| 800   | | 044                                                                            | 044 |           | |
| 850   | 33 | 010, 038, 0155, 0271, 33, 892, 2464                                            | 012, 025 (окрім Діянь та Об'явлення), 037, 050, 0122, 0128, 0130, 0131, 0132, 0150, 0269, 565                                                             |           | 09, 011, 013, 014, 017, 018, 020, 021, 025 (Діяння, О'бяв.), 030, 031, 034, 039, 041, 045, 049, 053?, 063, 0120, 0133, 0135, 0136?, 0151, 0197, 0248, 0255, 0257, 0272, 0273?, 461 |
| 900   | | 1841                                                                           | 0115, 1424 |           | 1424, 1841 |
| 950   | 1739 | 0177, 0243?, 1739, 1891, 2329                                                  | 051, 075, 0105, 0121a, 0121b, 0140, 0141, 0249, 307, 1582, 1836, 1845, 1874, 1875, 1912, 2110, 2193, 2351                                                 |           | 028, 033, 036, 046, 052, 056, 0142, 1874, 1891 |
| 1050  | 1175, 1243, 2344 | 81, 323, 945, 1006, 1854, 1962, 2298                                           | 28, 104, 181, 323, 398, 424, 431, 436, 451, 459, 623, 700, 788, 1243, 1448, 1505, 1838, 1846, 1908, 2138, 2147, 2298, 2344, 2596?                         |           | 103, 104, 181, 398, 431, 451, 459, 945, 1006, 1448, 1505, 1846, 1854, 2138, 2147, 2298                                                                                             |
| 1100  | | 256, 1735                                                                      | 1735, 1910 |           | 256 |
| 1150  | 1241 | 36, 610, 1611, 2050, 2127                                                      | 1, 36, 88, 94?, 157, 326, 330, 346, 378, 543, 826, 828, 917, 983, 1071, 1241, 1319, 1359, 1542b, 1611, 1718, 1942, 2030, 2412, 2541, 2744                 |           | 1, 180, 189, 330, 378, 610, 911, 917, 1010, 1241, 1319, 1359, 1542b?, 2127, 2541                                                                                                   |
| 1200  | |                                                                                | 1573 |           | 1573 |
| 1250  | 2053, 2062 | 442, 579, 1292, 1852                                                           | 6, 13, 94, 180, 206, 218, 263, 365, 441, 614, 720, 915, 1398, 1563, 1641, 1852, 2374, 2492, 2516, 2542, 2718?                                             |           | 6, 94?, 180, 206, 218, 263, 365, 597, 720, 1251?, 1292, 1398, 1642, 1852, 2374, 2400, 2492?, 2516                                                                                  |
| 1300  | |                                                                                | 1342 |           | |
| 1350  | 2427 | 1067, 1409, 1506, 1881                                                         | 5, 209, 254, 429, 453, 621, 629, 630, 1523, 1534, 1678?, 1842, 1877, 2005, 2197, 2200, 2377                                                               |           | 5?, 189, 209, 254, 429, 1067, 1409, 1506, 1523, 1524, 1877, 2200 |
| 1400  | |                                                                                | 2495 |           | |
| 1450  | | 322                                                                            | 69, 205, 322, 467, 642, 1751, 1844, 1959, 2523, 2652 |           | 69, 181, 205, 429, 467, 642, 886, 2523, 2623, 2652? |
| 1500  | |                                                                                | 61, 522, 918, 1704, 1884 |           | 61, 522, 918, 1704 |
| 1550- | |                                                                                | 849, 2544 (Павло) |           | 2544 (за винятком Павла) |

## Кількість рукописів за століттями та категоріями
| Століття | Категорія I | Категорія II | Категорія III | Категорія IV | Категорія V |
| -------- | ----------- | ------------ | ------------- | ------------ | ----------- |
| II       | 3           |              |               |              |             |
| II/III   | 6           |              |               |              |             |
| III      | 25          |              | 1             | 2            |             |
| III/IV   | 8           |              |               | 2            |             |
| IV       | 5           | 8            | 10            |              |             |
| IV/V     | 1           | 7            | 7             |              |             |
| V        | 2           | 16           | 19            | 1            | 2           |
| V/VI     |             | 6            | 6             |              |             |
| VI       |             | 15           | 31            |              | 12          |
| VI/VII   | 1           | 4            | 3             |              |             |
| VII      | 2           | 8            | 17            |              | 4           |
| VII/VIII |             | 2            | 1             |              |             |
| VIII     |             | 6            | 12            |              | 5           |
| VIII/IX  |             | 1            | 1             |              |             |
| IX       | 3           | 7            | 12            |              | 5           |
| IX/X     |             | 1            | 2             |              | 2           |
| X        | 1           | 5            | 18            |              | 10          |
| XI       | 3           | 7            | 24            |              | 16          |
| XI/XII   |             | 2            | 2             |              | 1           |
| XII      | 1           | 5            | 24            |              | 16          |
| XII/XIII |             |              | 1             |              | 1           |
| XIII     | 2           | 4            | 21            |              | 18          |
| XIII/XIV |             |              | 1             |              |             |
| XIV      | 1           | 4            | 17            |              | 12          |
| XIV/XV   |             |              | 1             |              |             |
| XV       |             | 1            | 11            |              | 9           |
| XVI      |             |              | 5             |              | 4           |
| XVI/XVII |             |              | 2             |              | 1           |